# Труба-гранулятор
Труба-гранулятор або Апарат для масляної агломерації конструкції ЛенНИИХиммашу - секціонована труба-гранулятор кожна секція якої має свій імпелер-турбулізатор гідросуміші з індивідуальним приводом. Перевагою апарату є його секціонування, що дозволяє підтримувати різні режимні параметри в різних точках труби-гранулятора, а також його горизонтальне розташування. Процес селективної масляної агломерації в такому апараті легко піддається регулюванню, в тому числі i автоматичному. Установку було споруджено в промисловому варіанті i використано при грануляції сажі.